# Nokia 6288
Nokia 6288 – telefon komórkowy produkowany przez firmę Nokia, działający w sieci GSM 900/1800/1900.

## Dane techniczne
- Karta pamięci – miniSD do 2 GB
- Radio FM
- IrDa
- Bluetooth 2.0
- Odtwarzacz MP3
- Java
- WAP
- GPRS
- UMTS
- wideorozmowy
- Wyświetlacz 2,2" 240x320, 262,144 kolory
- Aparat fotograficzny 2.0 MPx, tryb nocny, dioda LED, samowyzwalacz, zoom cyfrowy 8x
- Kamera wideo rozdzielczość 640x480 (VGA)